# Saint-Georges-de-Didonne
 Saint-Georges-de-Didonne  es una comuna y población de Francia, en la región de Nueva Aquitania, departamento de Charente Marítimo, en el distrito de Rochefort y cantón de Royan-Est.
Está integrada en la Communauté d'agglomération Royan Atlantique.

## Demografía
| 3388 | 3680 | 3983 | 4287 | 4705 | 5034 |
| Para los censos de 1962 a 1999 la población legal corresponde a la población sin duplicidades (Fuente: INSEE [Consultar]) |      |      |      |      |      |

Forma parte de la aglomeración urbana de Royan.